# Stuckern
Stuckern ist ein Fachwort aus der Kraftfahrzeugtechnik. Es bezeichnet Schwingungen, die durch Fahrbahnunebenheiten angeregt und durch Aggregat-Eigenschwingungen oder Radschwingungen verstärkt werden. 
Stuckern wird als holpernde Bewegung beim Fahren wahrgenommen. Ein Ziel der Automobilentwicklung ist es, diese Fahrzeugschwingungen möglichst zu verringern. Eine bewährte Technik ist die Verwendung von (hydraulisch) gedämpften Triebwerkslagern. Bei modernen Oberklasse-Autos ist Stuckern kaum noch zu bemerken.
Motorstuckern bezeichnet im Genaueren die Resonanz-Schwingung von Motor und Getriebe in Z-Richtung (Hochrichtung). Typische Stuckerfrequenzen sind 7 bis 14 Hz. So entsteht Stuckern vor allem auf Beton-Autobahnen. Aus Fugenabstand und Fahrgeschwindigkeit ergibt sich dort eine Erregerfrequenz. Stimmt diese mit der Resonanzfrequenz des elastisch gelagerten Antriebsaggregats überein, kommt es zum Stuckern. Die Eigenfrequenz des Systems Radmasse und Reifenfeder liegt ebenfalls etwa in diesem Frequenzbereich und trägt damit zum Stuckerpegel bei.